# ونتیسری
ونتیسری (به فرانسوی: Ventiseri) یک کمون در فرانسه است که در کرس شمالی واقع شده‌است.

## خصوصیات
ونتیسری ۴۶٫۷ کیلومترمربع مساحت و ۲٬۱۹۰ نفر جمعیت دارد و ۵۱۰ متر بالاتر از سطح دریا واقع شده‌است.